# دبليو. إي. لورانس
دبليو. إي. لورانس (بالإنجليزية: W. E. Lawrence)‏ هو ممثل أمريكي، ولد في 22 أغسطس 1896 في الولايات المتحدة، وتوفي في 28 نوفمبر 1947 بهوليوود في الولايات المتحدة.

## أعمال

### أفلام
- (1922) دم ورمال

## وصلات خارجية
- دبليو. إي. لورانس على موقع IMDb (الإنجليزية)
- دبليو. إي. لورانس على موقع قاعدة بيانات برودواي على الإنترنت (الإنجليزية)
- دبليو. إي. لورانس على موقع قاعدة بيانات برودواي على الإنترنت (الإنجليزية)
- دبليو. إي. لورانس على موقع قاعدة بيانات الأفلام السويدية (السويدية)
- دبليو. إي. لورانس على موقع قاعدة بيانات الفيلم (الإنجليزية)